# ERSTE Alapítvány
Az ERSTE Alapítvány (németül DIE ERSTE österreichische Spar-Casse Privatstiftung vagy röviden: ERSTE Stiftung) a legnagyobb osztrák takarékpénztári alapítvány. 2003-ban alakult az 1819-ben alapított Erste Österreichische Spar-Casse, az első osztrák takarékpénztárból. Magántulajdonú osztrák takarékpénztár alapítványként a közjó érdekében tett szolgálat elkötelezett híve. Az Erste Csoport főrészvényeseként kiemelt szerepe van az ERSTE Alapítványnak, mivel részvényei révén szerzett nyereségét közép- és kelet-európai társadalmi fejlesztések támogatására fordítja.

## Az alapítvány küldetése
Az ERSTE Alapítvány Közép- és Délkelet-Európában tevékenykedik. Küldetése egészen a XIX. századi takarékpénztár gondolatához nyúlik vissza. A társadalmi részvételt és a civil társadalmi elkötelezettséget támogatja; célja, hogy összehozza az embereket és terjessze az 1989 óta drasztikus változásokat átélt régió jelenkori történelmével kapcsolatos ismereteket. Aktívan működő alapítványként három különböző program keretein belül dolgozza ki saját projektjeit: Társadalomfejlesztés, Kultúra, és Európa.

### Projektek (minták)
- Közép-Európai Iskolák Akadémiája (aces) – 15 közép-kelet-európai országot átívelő nemzetközi iskolai hálózat az európai értékek könnyebb elsajátításáért és az előítéletek visszaszorításáért a fiatalok körében.
- Balkán Ösztöndíj a kiváló minőségű újságírásért – a Balkán Oknyomozó Újságírói Hálózattal és a Robert Bosch Stiftunggal közös együttműködés keretében 9 balkán ország újságíróinak nyújtott ösztöndíj a demokrácia és a szólásszabadság megerősítéséért a médiában megjelenő színvonalas újságíráson keresztül.
- ERSTE Alapítvány Társadalomkutatási Ösztöndíj – évente 10 kelet-európai tudós kap ösztöndíjat egy mélyreható szociológiai, demográfiai vagy szocio-politikai témájú európai kontextusba ágyazott kutatás lefolytatására.
- Nemi szerepek alakulása. Nőiesség és Férfiasság a kelet-európai művészetben – az első a nemek szerepével foglalkozó kiállítás, amely a 60-as évektől napjainkig reprezentatív áttekintést nyújt a kelet-európai művészetről. 24 ország 25 kurátora dolgozott a Bécsi Modern Művészetek Múzeumának több mint 200 művész több mint 400 műalkotását bemutató kiállításán. A kiállítást a varsói Zacheta Nemzeti Galéria is bemutatta.
- KomenskýFond - a Cseh reneszánsz pedagógusról Jan Komenskýről elnevezett alapítvány a Caritas Austria és az ERSTE Alapítvány együttműködésének eredménye. Kilenc országban működik, célja a szegénység enyhítése az oktatás segítségével, különösen a Roma közösségekben.
- PATTERNS Lectures - Ez az előadássorozat az új művészettörténeti, kulturális elméleti , és kulturális tanulmányok, egyetemi kurzusok fejlesztését és létrehozását támogatja Közép- és Kelet-Európában. Támogatást nyújt az előadók nemzetközi tanulmányútjaihoz és a vendégelőadások lehetőségének biztosításával bátorítja a nemzetközi tudományos csereprogramokat.
- tranzit.org – a független tranzithálózat Ausztriában, Csehországban, Magyarországon és Szlovákiában működik. Minden egyes helyi tranzit ‘egységnek’ megvan a maga egyedi és autonóm működési rendje, különböző művészeti ágakkal foglalkozik és előadások, bemutatók, beszélgető fórumok, kiadványok, kiállítások és kutatási munkák formájában jelenik meg. 2010-ben a tranzitcsapat egyike volt a spanyolországi Murciaban megrendezett európai art biennial Manifesta 8 három kurátorcsapatának.
- SEEDS program – másfél éves inkubációs program (Social Enterprise Establishment and Development Support, SEEDS)[1] olyan társadalmi vállalkozásoknak, amelyek működésükkel elsősorban az esélyegyenlőtlenséget csökkentik, és a rászorulók életminőségének javítását segítik elő. A program képzést nyújt civil szervezetek vezetőinek, munkatársainak, hogy jobban tudják működtetni a társadalmi vállalkozásukat, illetve, ha van ötletük, bele tudjanak vágni a megvalósításába. Ebben az üzleti világból érkező önkéntes mentoruk is segítik őket.[2] Az Erste Alapítvány mellett az Erste Group Social Banking és az Erste Bank Hungary hozta létre a programot, amelyet az Európai Unió is támogat, s amelynek szakmai vezetője az IFUA Nonprofit Partner.[3]

### Társadalmi vállalkozásokat támogató banki tevékenység és pénzügyi integráció
Takarékpénztári alapítvány lévén, az ERSTE Alapítvány a XIX. századi szociális takarékpénztár eszméjének elkötelezett híve. Ennek folytán a társadalmi vállalkozást támogató banki tevékenység és a pénzügyi integráció a Társadalomfejlesztési Program kulcskérdései. Az alábbiak a legismertebb projektek ezen a területen:
- Die Zweite Sparkasse (A Második Takarékpénztár) – Bank a nem bankképesek számára
- good.bee - az ERSTE Csoport és az ERSTE Alapítvány mikró finanszírozási és társadalmi vállalkozási intézete
- The Social Business Tour 2010 - a társadalmi vállalkozás kelet-európai népszerűsítésére rendezett szellemi műhelyekkel gazdagított roadshow Muhammad Yunus részvételével

### Díjak

#### ERSTE Alapítvány Társadalmi Integrációs Díj
Az Alapítvány 2007 óta ERSTE Alapítvány Társadalmi Integrációs Díj-jal jutalmazza azokat a sikeresen működő projekteket, melyekben a résztvevők saját közösségük társadalmi integrációját segítik elő. Egy nyílt pályázaton (2011) 12 ország több mint 1000 pályázója közül 30 nyertest választott ki az Alapítvány, akik között összesen 610.000 eurót osztottak szét. Emellett, a köztiszteletben álló civil szervezetek kétévnyi ingyenes PR-támogatást kapnak projektjeikhez, valamint hozzáférést a hasonló szervezetek nemzetközi hálózatához. Az eddigi díjkiosztó ünnepségek Ljubljanában (2007), Bukarestben (2009), és Prágában (2011) kerültek megrendezésre.

#### Igor Zabel Kultúra és Elmélet Díj
Az ERSTE Alapítvány 2008-ban indította el a kétévente meghirdetett Igor Zabel Kultúra és Elmélet Díjat. A díj közép- és kelet-európai művészettörténészek és elméleti szakemberek munkáját támogatja, előtérbe helyezi a művészet és kultúra fogalmát, bátorítja a kulturális tudás létrehozását és annak ’kelet’ és ’nyugat’ közötti eszmecseréjét. A díj névadója a szlovén író, műkritikus és kurátor Igor Zabel (1958–2005), a ljubljanai Moderna Galerija vezető kurátora, a Kelet- és Nyugat-Európa közötti kulturális kapcsolatok meghonosítója.

### Együttműködések más nemzetközi projekteken dolgozó alapítványokkal
- Archis SEE Hálózat
- Európai Balkán Alap (EFB)
- Roma Integrációs Fórum
- Támogatási Döntéshozók Fóruma]
- Roma Oktatási Alap (REF
- Hálózat az Európai Állampolgári Ismeretekért (NECE)

## Története
Az alapítvány eredete a XIX. századig nyúlik vissza. Az Erste österreichische Spar-Casse 1819-ben alakult. . Az osztrák takarékpénztári törvény módosítása révén az Erste österreichische Spar-Casse 1993-ban egy operatív bank (Erste Bank AG) és egy holdingcég (DIE ERSTE österreichische Spar-Casse Anteilsverwaltungssparkasse, röviden: AVS) részre bomlott. 1997-ben a GiroCredit Bank AG der Sparkassennel összeolvadt Erste Bankot bevezették a tőzsdére, melynek köszönhetően az AVS lett a bécsi tőzsdén azóta is kereskedő cég főrészvényese. 2003-ban az AVS hivatalosan átalakult, új neve DIE ERSTE österreichische Spar-Casse Privatstiftung, röviden: ERSTE Stiftung (ERSTE Alapítvány) lett, amely két évvel később kezdte meg működését.
Az első projektek közé tartozott a 2006-ban alapított Zweite Wiener Vereins-Sparcasse, röviden: Zweite Sparkasse és az ugyanabban az évben létrehozott Közép-Európai Iskolák Akadémiája (aces) hálózat. 2007-ben Ljubljanában átadták az első ERSTE Alapítvány Társadalmi Integrációs Díjat és meghirdették az első Kiváló Újságírói Balkán Ösztöndíj pályázatot. Mindezt 2008-ban az Igor Zabel Kultúra és Elmélet Díj és a good.bee megalapítása követte. 2009-ben az ORF és a 3sat először sugározták a "Balkan Express (Visszatérés Európába)" című televíziós dokumentumfilm-sorozatot és az ERSTE Alapítvány Társadalmi Integrációs Díj második fordulója is megkezdődött. A díjátadási ünnepséget Bukarestben rendezték. Az eddigi legnagyobb kulturális projekt - a „Gender Check” kiállítás – 2010-ben nyílt meg a bécsi MUMOK-ban. Ugyanebben az évben a Muhammad Yunus részvételével szervezett Társadalmi Vállalkozási Turné 2010 6 kelet-európai országot járt be azzal a céllal, hogy megismertesse az embereket a társadalmi vállalkozás, mint a fenntartható gazdasági tevékenység fogalmával Bécsben, Pozsonyban, Budapesten, Prágában, Bukarestben és Belgrádban. Ugyanabban az évben az Igor Zabel Kultúra és Elmélet Díjat a lengyel művészettörténész Priot Piotrowski vette át Barcelonában. 2011-ben az – immáron harmadik fordulót megélő – ERSTE Alapítvány Társadalmi Integrációs Díjat 12 ország 34 projektje kapta meg Prágában.

## Jogállás
Az ERSTE Alapítvány az osztrák takarékpénztári törvény értelmében egy takarékpénztári magánalapítvány.

### Testületei
Az alapítvány testületei az Igazgatótanács, a Felügyelő Bizottság és az Egyesület. A Felügyelő Bizottság tagjait az 1819-ben alapított, több mint 100 taggal rendelkező magán Takarékpénztári Egyesület választja meg, és annak elnökét is ő nevezi ki. A Felügyelő Bizottság nevezi ki az Igazgatótanács tagjait és felügyeli az Alapítvány vezetését. Az Igazgatótanács intézi az Alapítvány tevékenységét és dönt a projekttámogatások elosztásáról, melynek során egy nemzetközi szakértőkből álló Tanácsadó Testület támogatja munkáját.

### Alkalmazottak, költségvetés és projektek
2012-ben az ERSTE Alapítvány kb. 35 alkalmazottal működik. 2003-as megalakulása óta az Alapítvány 40 millió eurót költött a különböző projektek támogatására. Ezen időszak alatt az ERSTE Alapítvány összesen 548 projektet valósított meg vagy támogatott, amelyből 110 nyílt pályázat keretében került kiválasztásra. Az ERSTE Alapítvány éves költségvetésének körülbel 80%-át a 3 meghirdetett programja, a Társadalomfejlesztés, Kultúra és Európa keretében kezdeményezett projektekbe fekteti. A maradék 20%-ot a nonprofit szervezetek kapják adományként projektjeik támogatására.

### Umbrella szervezetekben meglévő tagságok
- Philanthropy Europe Association (Philea)
- Network of European Foundations (NEF)[7]
- Verband österreichischer Privatstiftungen (VÖP)

## ERSTE Alapítvány Könyvtár
A 2007-ben alapított ERSTE Alapítvány Könyvtár főként angol és német irodalmat gyűjt. Nagyjából 5000 kiadványt és 35 folyóiratot ölel fel (2012). A gondozott témák között szerepelnek a művészetek, médiaelmélet és történelem, kisebbségek és nemi kérdések, kulturális elmélet és politika, gazdasági és politikai fejlemények, társadalmi vállalkozásokat támogató banki tevékenység, az alapítványok, filantrópia, demográfia, migráció, oktatás, és az emlékezés művészete területén végzett innovációs tevékenység. Földrajzi értelemben a gyűjtemény Közép- és Délkelet-Európára koncentrál. A könyvtár a nagyközönség számára is hozzáférhető. A szabad hozzáférésű gyűjtemény előre egyeztetett időpontban a helyszínen megtekinthető.

## Fordítás
Ez a szócikk részben vagy egészben  az   ERSTE Foundation című angol Wikipédia-szócikk ezen változatának fordításán alapul.  Az eredeti cikk szerkesztőit annak laptörténete sorolja fel. Ez a jelzés csupán a megfogalmazás eredetét és a szerzői jogokat jelzi, nem szolgál a cikkben szereplő információk forrásmegjelöléseként.

## Külső linkek
- ERSTE Foundation Website
- ERSTE Foundation Library OPAC